# Garrulus lanceolatus
La ghiandaia lanceolata o ghiandaia testanera (Garrulus lanceolatus Vigors, 1830) è un uccello passeriforme della famiglia dei Corvidi.

## Etimologia
Il nome scientifico della specie, lanceolatus, deriva dal latino e significa "lanceolato", in riferimento alla colorazione delle penne alari: il nome comune altro non è che la traduzione di quello scientifico.

## Descrizione

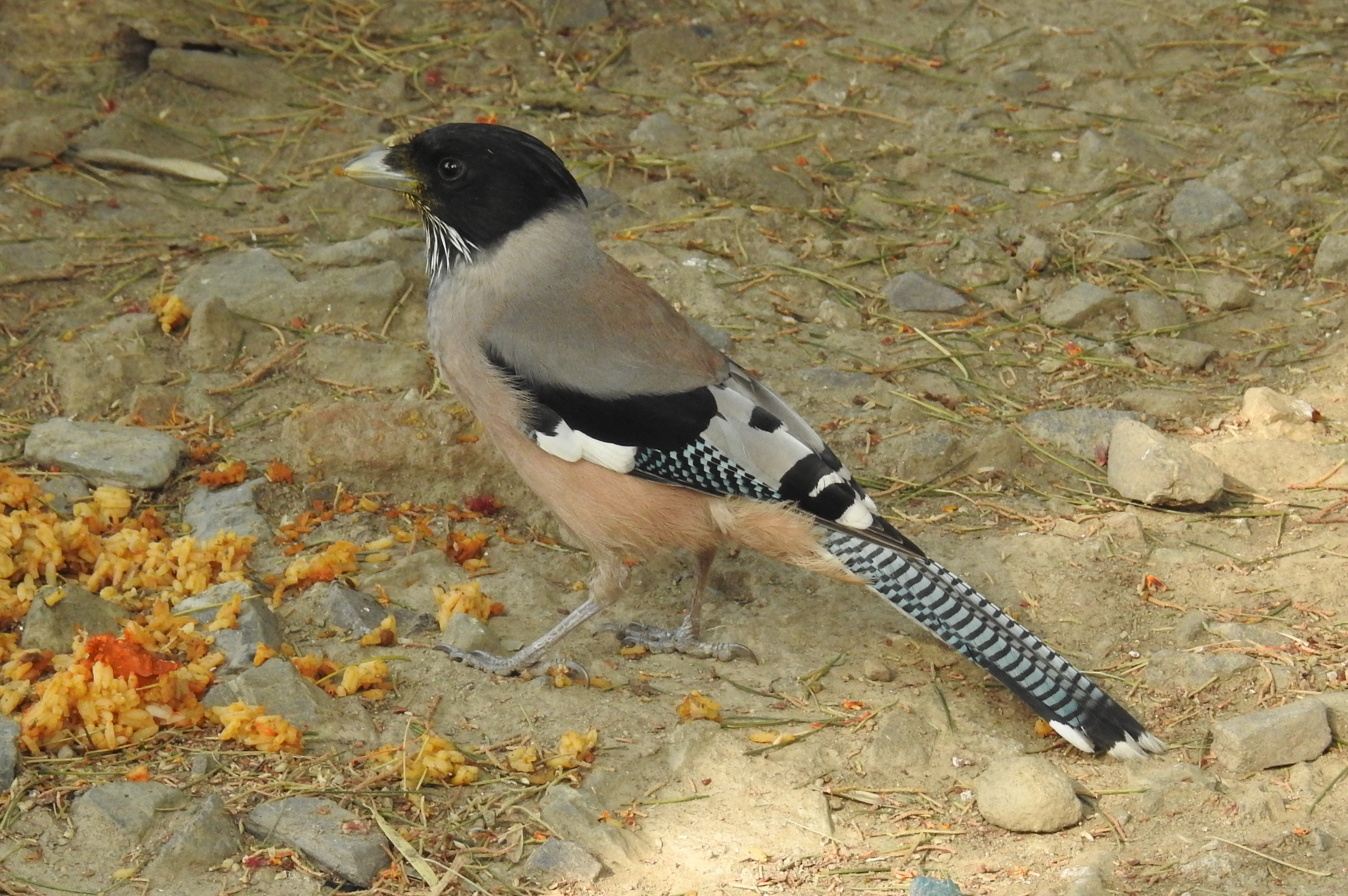
Esemplare nel distretto di Nainital.

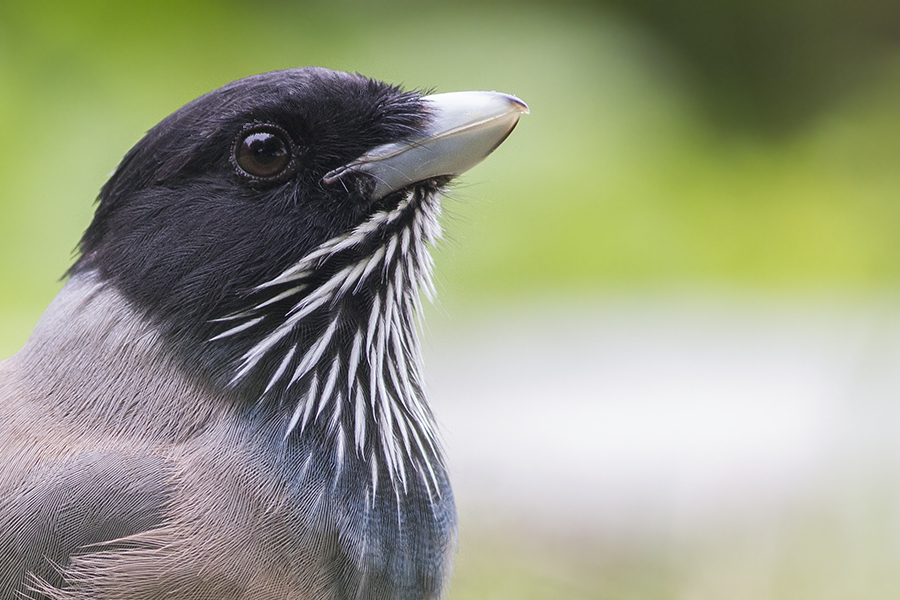
Primo piano.

### Dimensioni
Misura 33 cm di lunghezza, per 84-104 g di peso.

### Aspetto
Si tratta di uccelli dall'aspetto robusto, muniti di grossa testa squadrata e allungata con becco forte e conico e penne del vertice erettili, forti zampe, ali arrotondate e digitate e coda piuttosto lunga (poco meno della metà del totale) e dall'estremità cuneiforme: nel complesso, la ghiandaia di Lidth è morfologicamente molto simile alla ghiandaia comune, rispetto alla quale presenta becco più tozzo e testa più scura.
Il piumaggio è di colore grigio cenere su dorso, groppa e ali, che sfuma in un grigio tendente al beige sul petto e nel bruno-mattone su ventre e sottocoda: la testa è nera, con le penne della gola munite di punta bianca, a formare una "barbetta". Le ali presentano copritrici primarie bianche e remiganti presentano superficie inferiore bruno-biancastra con punta nera orlata da una spessa banda bianca, mentre quella superiore presenta punta nera e caratteristico disegno a scacchi neri e azzurri iridescenti tipico delle ghiandaie: lo stesso pattern è osservabile sulla lunga coda.
Il becco è di color avorio con zona basale più tendente al grigiastro, mentre sulla punta di ambedue le mascelle è presente una sottile banda longitudinale nerastra: gli occhi sono di colore bruno con cerchio perioculare nerastro, e le zampe sono anch'esse di colore grigio-nerastro.

## Biologia

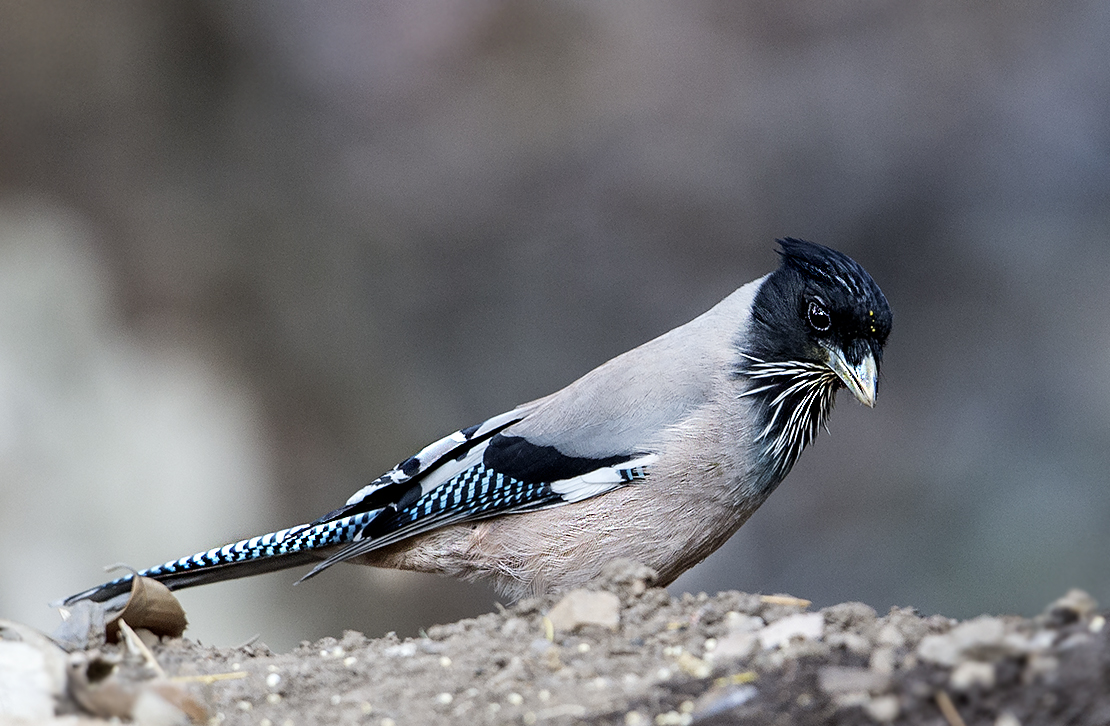
Esemplare al suolo nei pressi di Bhaktapur.

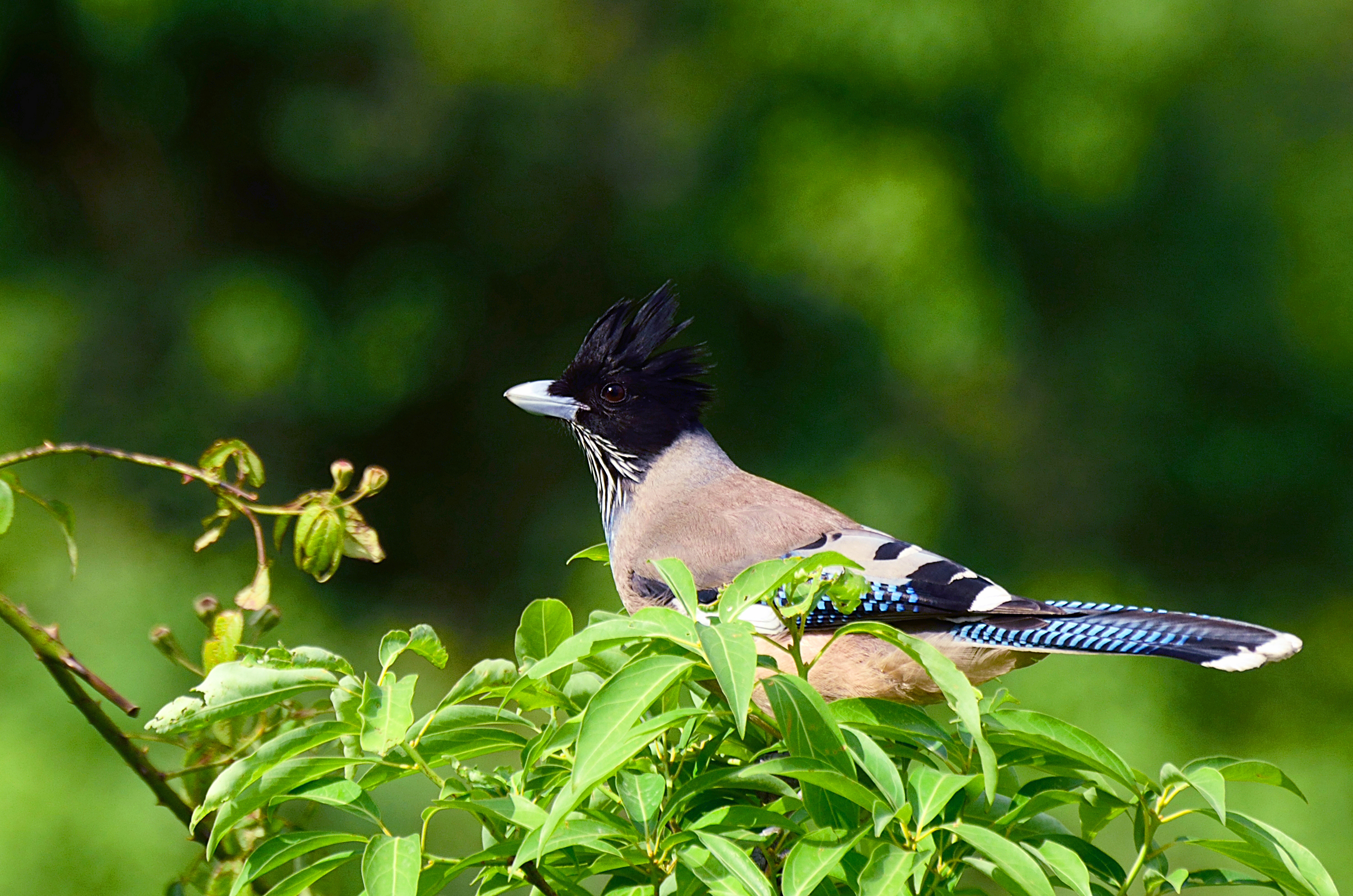
Esemplare con cresta eretta.

Si tratta di uccelli dalle abitudini di vita diurne, che vivono da soli o in coppie e si muovono indifferentemente al suolo o fra i rami di alberi e cespugli, non di rado alternando velocemente i due ambienti durante la ricerca di cibo, che occupa la maggior parte della loro giornata: verso sera, le ghiandaie lanceolate si ritirano fra la vegetazione arborea, al riparo dalle intemperie e dagli eventuali predatori.
Il richiamo di questi uccelli è un aspro gracchio stridente molto simile a quello dell'affine ghiandaia comune, ma più prolungato. 

### Alimentazione

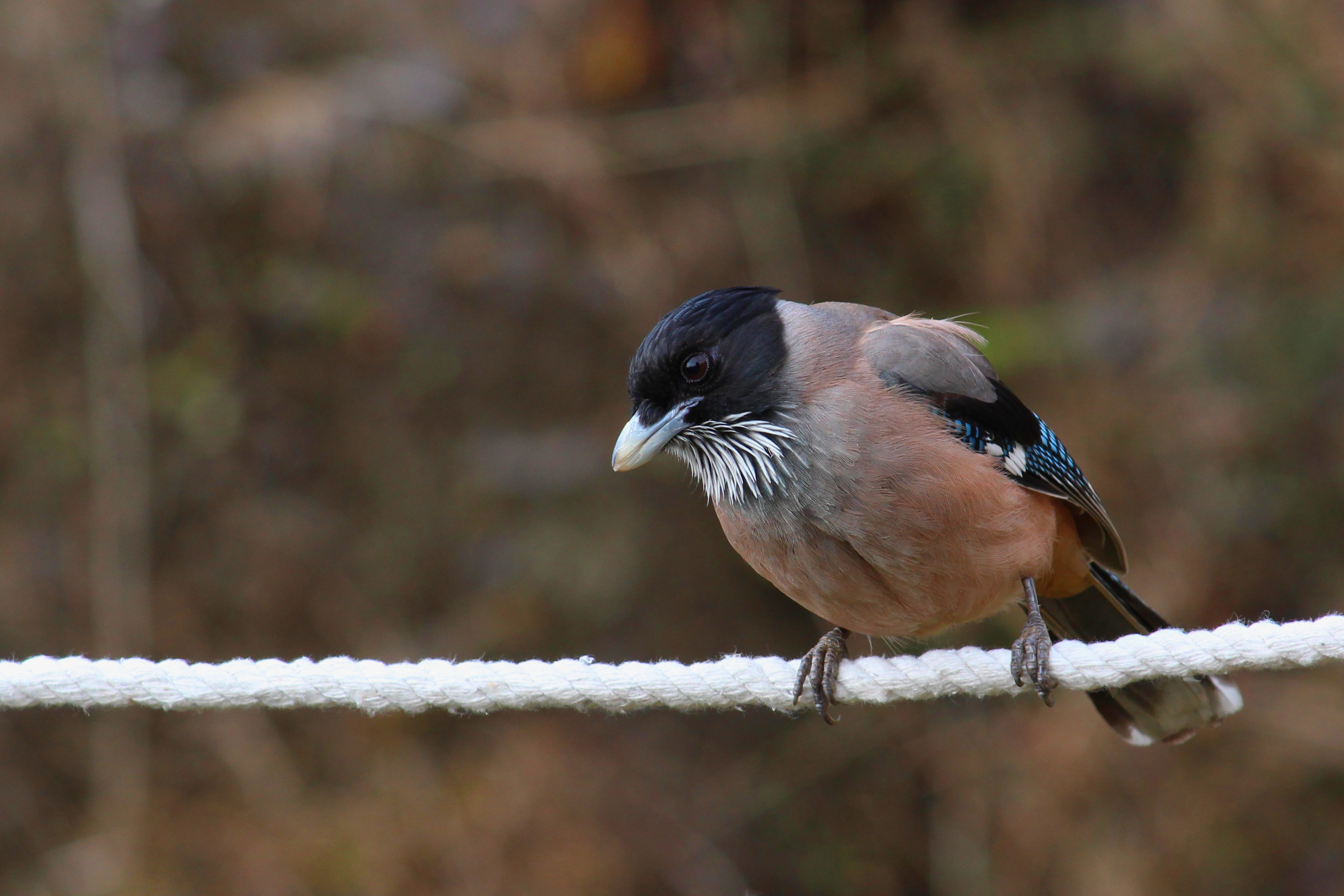
Esemplare in cattività.

La ghiandaia lanceolata è un uccello onnivoro, la cui dieta si compone perlopiù di insetti ed altri piccoli invertebrati, nonché di granaglie, bacche, ghiande e frutta a guscio: non di rado, questi uccelli predano anche piccoli vertebrati, uova e nidiacei.

### Riproduzione
Si tratta di uccelli monogami, nei quali le coppie durano nel tempo.
La stagione riproduttiva comincia in aprile-maggio: i due sessi collaborano nella costruzione del nido a coppa (edificato su un albero con rametti e fibre vegetali), nella cova (con la femmina che incuba materialmente le uova, mentre il maschio rimane di guardia nei dintorni e si occupa di reperire il cibo per sé e per la compagna), che dura circa 16 giorni, e nell'allevamento dei nidiacei, i quali, ciechi ed implumi alla schiusa, divengono indipendenti a poco meno di due mesi dalla schiusa.

## Distribuzione e habitat

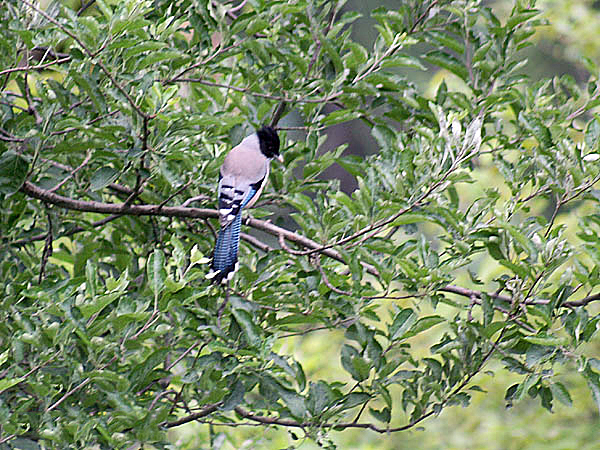
Esemplare nel distretto di Kullu.

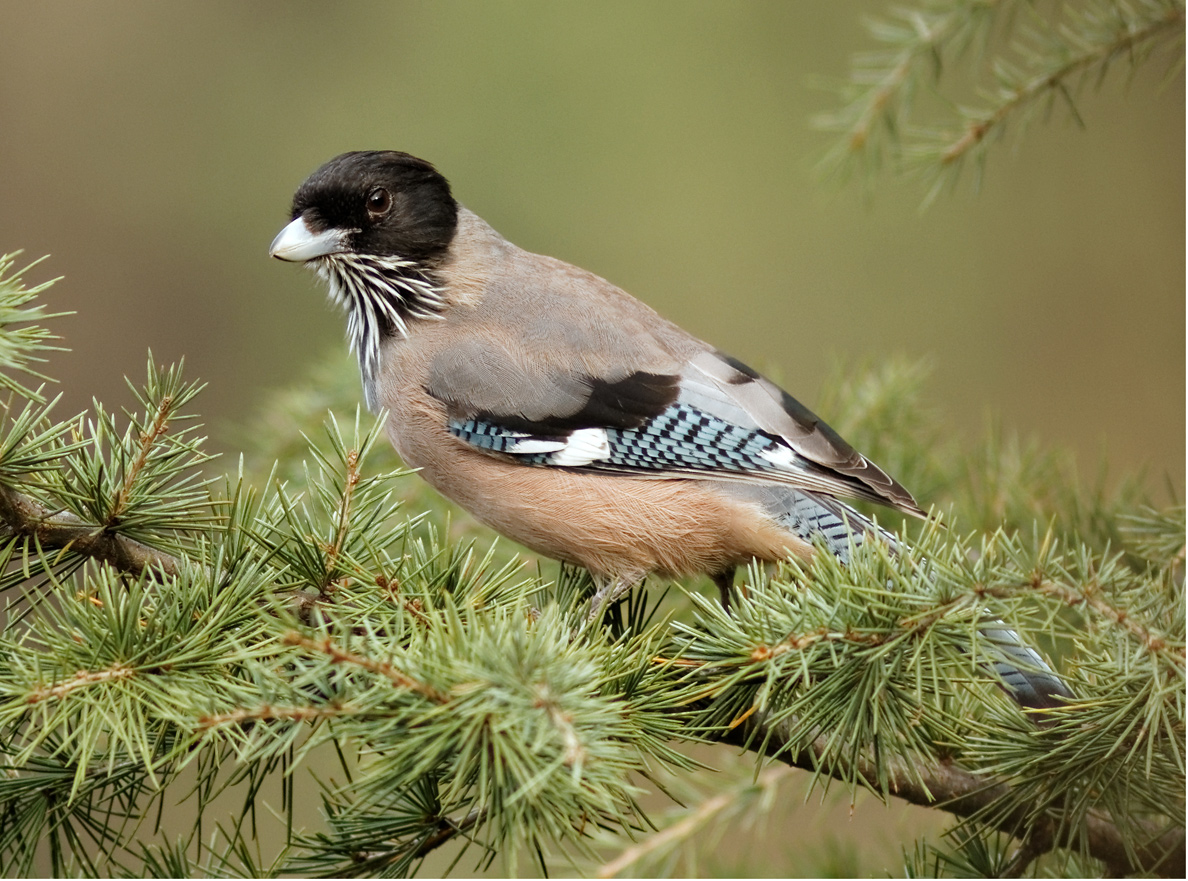
Esemplare cerca il cibo nella valle di Kangra.

La ghiandaia lanceolata è diffusa dall'Afghanistan sud-orientale (ad est delle aree di Kabul e Paktia) all'area occidentale di Katmandu, attraverso il Pakistan centro-settentrionale (lungo la catena degli  Spīn Ghar), il Kashmir, gli stati indiani di Himachal Pradesh e Uttarakhand e le pendici meridionali dell'Himalaya, con singoli avvistamenti nell'estremo sud-ovest del Tibet e (sebbene più dubbi) in Bhutan.

Generalmente stanziale, le popolazioni più in quota tendono a scendere ad altezze inferiori durante l'autunno, per sfuggiere ai rigori invernali.
L'habitat di questi uccelli è rappresentato dalle aree boschive ben mature, in special modo dalle aree di associazione Pinus-Quercus e Cedrus-Quercus, con presenza di radure più o meno estese.